# Grön infrastruktur

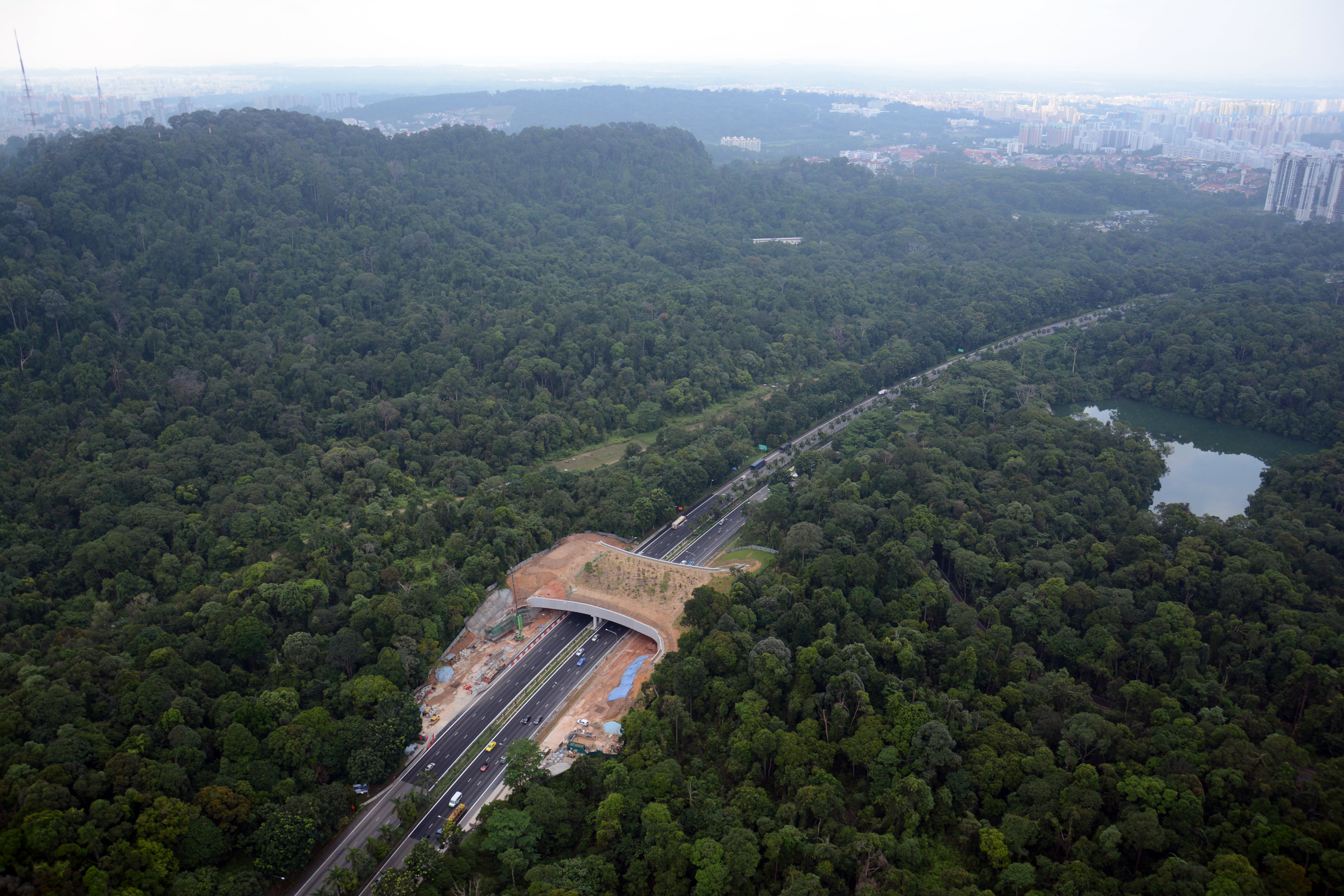
En anlagd viltövergång som förbinder två delar av ett grönområde i Singapore.

Grön infrastruktur är ett nätverk av mer eller mindre naturliga områden som tillhandahåller olika ekosystemtjänster på motsvarande sätt som den ˮgrå infrastrukturenˮ av exempelvis vägar, avlopp och elnät tillhandahåller andra typer av tjänster. Befintliga områden med hög biologisk mångfald binds samman genom restaurering av andra områden, skydd av småbiotoper som bäckar och häckar, anläggande av ekodukter med mera. Den gröna infrastrukturen är tänkt att utgöra en viktig del av skyddet mot de förväntade effekterna av den globala uppvärmningen.

## Definition
Det finns ingen allmänt accepterad definition av grön infrastruktur. Av Europeiska unionens råd har termen definierats på följande sätt: "'Grön infrastruktur' är ett sammanbundet nät av naturområden med inslag av jordbruksmark, t.ex. gröna korridorer, våtmarker, parker, skogsreservat och naturliga växtsamhällen samt marina områden som på ett naturligt sätt reglerar stormfloder, temperaturer, översvämningsrisker och vatten-, luft- och ekosystemkvalitet."  Ibland skiljer man på grön infrastruktur och blå infrastruktur på så sätt att den gröna innefattar trädgårdar, parker, gröna tak och liknande medan den blå innehåller vattendrag och hållbara dräneringssystem.
I det svenska arbetet med regionala handlingsplaner för grön infrastruktur utgår man från följande definition: "Ett ekologiskt funktionellt nätverk av livsmiljöer och strukturer, naturområden samt anlagda element som utformas, brukas och förvaltas på ett sätt så att biologisk mångfald bevaras och för samhället viktiga ekosystemtjänster främjas i hela landskapet.ˮ Detta innefattar både land och vatten.

## Den gröna infrastrukturen i praktiken

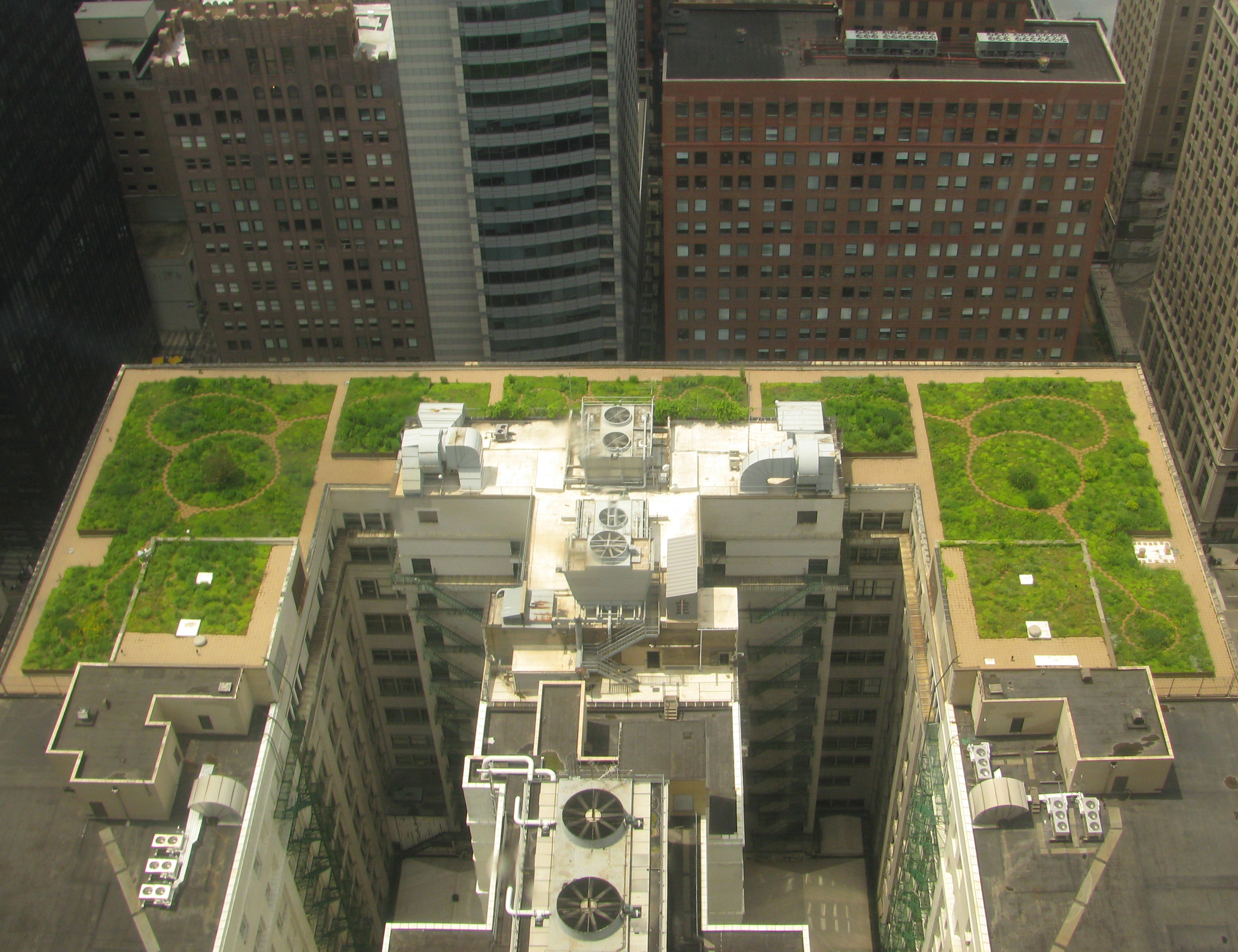
Grönt tak på Chicagos stadshus.

Den gröna infrastrukturen byggs upp som en del av samhällsplaneringen. Kärnområden i den gröna infrastrukturen är områden med hög biologisk mångfald, både sådana som skyddats inom exempelvis Natura 2000 och sådana som inte är skyddade men som har välfungerande ekosystem. Eftersom dessa områden ibland kan ligga isolerade från varandra förbättras förbindelserna genom restaurering av områden med lägre naturvärden. Bäckar, dammar, häckar och skogsremsor kan fungera som viltkorridorer eller klivstenar ("stepping stones") för att organismer ska kunna förflytta sig i landskapet. Genom att bygga ekodukter, fisktrappor eller anlägga gröna tak kan förbindelserna förbättras ytterligare. Tanken är att en sådan medvetet utformad grön infrastruktur ska förbättra människans livs- och arbetsmiljö och gynna den biologiska mångfalden. En viktig aspekt är också att den ska ingå som en del av skyddet mot de förväntade effekterna av den globala uppvärmningen genom att exempelvis förebygga översvämningar, lagra kol och förhindra erosion.

## EU:s arbete för grön infrastruktur
Europeiska unionen antog 2011 en strategi för biologisk mångfald fram till 2020. Ett av de sex målen är att bevara och förbättra ekosystemen och ekosystemtjänsterna genom att införa en grön infrastruktur. För medlemsstaternas del innebär det att de ska kartlägga och bedöma tillståndet för ekosystem och ekosystemtjänster inom sina respektive gränser samt bedöma det ekonomiska värdet av dessa tjänster. De ska också utarbeta en strategisk ram för prioriteringar vid återställande av ekosystem. Europeiska kommissionen antog 2013 en strategi för grön infrastruktur.

## Sveriges arbete för grön infrastruktur
Konceptet grön infrastruktur har sedan 2012 integrerats i det svenska miljömålsarbetet. Exempelvis framgår det nu för miljömålet Levande skogar att det bland annat innebär att ˮskogens biologiska mångfald är bevarad i samtliga naturgeografiska regioner och arter har möjlighet att sprida sig inom sina naturliga utbredningsområden som en del i en grön infrastrukturˮ År 2014 antog den svenska riksdagen en proposition om en svensk strategi för biologisk mångfald och ekosystemtjänster där det slogs fast att regionala handlingsplaner för grön infrastruktur ska tas fram i alla län. Handlingsplanerna ska tas fram för att ˮidentifiera naturområden, biotoper, strukturer och element i landskapet som skapar ett ekologiskt sammanhang i landskapet och som utgör förutsättningen för att bevara landskapets biologiska mångfald och främja ekosystemtjänster.ˮ
Även tidigare har det dock drivits projekt i Sverige som kan betraktas som exempel på hur en grön infrastruktur har byggts in i samhällsplaneringen, exempelvis ekostaden Augustenborg i Malmö.